# ラッセル・ベイズ
ラッセル・ベイズ（Russell Avery Baze、1958年8月7日 - ）は、アメリカ合衆国の西海岸を拠点として活動していたカナダ出身の元騎手。現代の競馬において、世界一の通算勝利数記録を持つ。

## 来歴
カナダブリティッシュコロンビア州のバンクーバーの出身。父親のジョー・ベイズも元騎手で、当時バンクーバーのエキシビジョンパーク競馬場で調教師を務めていた。父はアメリカ国籍であったので、ベイズは二重国籍を持っている。
1974年よりワシントン州で騎手としての活動を始め、その年の秋にヤキマ競馬場で騎乗したオレゴンウォーリアで初勝利を挙げた。1980年代前半にはカリフォルニア州北部の競馬場で名を上げ、主にゴールデンゲートフィールズ競馬場とベイメドウズ競馬場を拠点とした。
騎乗した著名な馬として、ホークスターやロストインザフォグの名が挙がる。ホークスターには1989年にサンタアニタパーク競馬場のオークツリー招待ハンデキャップで騎乗し、当時の芝12ハロン（約2414メートル）世界レコードを記録した。同馬とともに第9回ジャパンカップにも参戦し、来日を果たしている（結果は5着）。ロストインザフォグでも各地の競馬場遠征に同行し、3度のコースレコード更新を記録した。
既婚者で3人の娘と1人の息子が居る。その1人の息子とは元騎手のマイケル・ベイズで、2011年5月10日にチャーチルダウンズ競馬場内の厩舎エリアに駐車中の自動車の車内で死亡した（24歳没。死因は薬物の過剰摂取が原因）。なおマイケルは死亡まで現役騎手であった。その他、ラッセルの兄妹の子供（マイケルらの従兄弟）に騎手（現役）のタイラー・ベイズがいる。

## 最多勝記録
1992年に初のアメリカ最多勝利騎手に選出され、以後1996年まで連続で受賞し、2009年までに10回の受賞を経験している。1995年には年間で400勝以上を挙げ、同年エクリプス賞特別賞を受賞した。1999年にアメリカ競馬名誉の殿堂博物館に現役中ながらも殿堂入りを果たし、2002年にはジョージ・ウルフ記念賞を受賞した。また1995年に創設されたNTWA（全米競馬記者協会）の選出するアイザック・マーフィー賞にも連年選出されており、2004年を除いて創設から毎年ベイズが受賞している。
2006年12月1日、ベイメドウズ競馬場で行われた第4競走で勝利を挙げ、これにより通算勝利数を9,531勝とし、ラフィット・ピンカイ・ジュニアの持っていた9,530勝の世界記録を抜き、通算勝利数の世界記録を更新した。42570回目の騎乗での記録達成であった。
2007年に一度ブラジルのジョルジ・リカルドによってその記録が塗り替えられたが、2008年2月1日にはゴールデンゲートフィールズ競馬場の第3競走で写真判定の末に通算10000勝を達成、リカルドに続く史上2人目の10000勝騎手となった。最多勝記録はリカルドと張り合いつつ更新され続け、2016年に引退するまで通算12844勝を記録している。
2016年6月13日、騎手を引退することが、サンタアニタパーク競馬場からのプレスリリースとして発表された。